# K1号 (航空機)
K1号（K1ごう）は、日本の逓信省航空局航空試験所が第二次世界大戦中に試作したロケット推進グライダー。「K1号」という名称は製造された工場における呼称である。

## 概要
1944年（昭和19年）3月から、航空試験所は独自に離陸用補助ロケットを装備するグライダーを試作した。設計は榊原茂樹技師、秋田好雄技師、頓所好勝技師、小一原正技師、上領一夫技師らからなるチームによって行われ、完成した機体は1945年（昭和20年）3月までの間にたびたび滑空曳航試験と離陸試験を行った。1944年末から航空試験所で開発が開始された海軍の特攻用ロケット推進グライダー「神龍」の開発には、K1号の開発によって培われた経験が生かされている。
機体は短距離飛行を目的としたセカンダリーであり、3基の固体燃料ロケットを用いて高度約800 mまで上昇した後に滑空飛行を行うものだった。また、曳航による発航を行うことも可能。

## 諸元
出典：『日本陸海軍の特殊攻撃機と飛行爆弾』 171・177頁。
- 自重：200 kg
- エンジン：固体燃料ロケットエンジン（推力：79 kg） × 3
- 上昇限度：800 m
- 航続距離：6 km